# Betty Astell
Betty Astell (Londres, 23 de mayo de 1912 – Guernsey, 26 de julio de 2005) fue una actriz británica. 

## Biografía
Nacida en Londres, estuvo casada con el artista del mundo del espectáculo Cyril Fletcher durante más de sesenta años. Se casaron el 18 de mayo de 1941, y tuvieron una hija, Jill Fletcher.
Betty Astell actuó en la serie televisiva de su marido, The Cyril Fletcher Show, y fue una de las primeras personas en aparecer en el medio cuando actuó en la televisión experimental de John Logie Baird, en los programas de la BBC con sistema de treinta líneas.
Betty Astell falleció en un hospital cercano a su domicilio en Guernsey, a los 93 años de edad, siete meses después de la muerte de su marido.  

## Filmografía
- Stamboul (1931, sin acreditar)
- A Tight Corner (1932)
- Double Dealing (1932) - Flossie
- This Is the Life (1933) - Edna Wynne
- The Medicine Man (1933) - paciente
- I'll Stick to You (1933) - Pauline Mason
- That's My Wife (1933) - Lillian Harbottle
- Strike It Rich (1933) - Janet Wells
- The Lost Chord (1933) - Madge
- Cleaning Up (1933) - Marian Brent
- Great Stuff (1933) - Vera Montgomery
- The Stickpin (1933) - Eve Marshall
- Flat Number Three (1934) - Trixie
- On the Air (1934) - Betty
- The Man I Want (1934) - Prue Darrell
- The Life of the Party (1934) - Blanche Hopkins
- Josser on the Farm (1934) - Betty
- Strictly Illegal (1935) - Sra. Bill
- That's My Uncle (1935) - Maudie
- The Vandergilt Diamond Mystery (1936) - Mary
- Sunshine Ahead (1936) - chica
- A Wife or Two (1936) - Mary Hamilton
- Jack of All Trades (1936) - bailarina (sin acreditar)
- Behind Your Back (1937) - Gwen Bingham
- The Mind of Mr. Reeder (1939) - Barmaid
- A Piece of Cake (1948) - Betty Clarke
- The Cyril Fletcher Show (6 episodios, 1959)